# خودشناسی در آینه دیگران

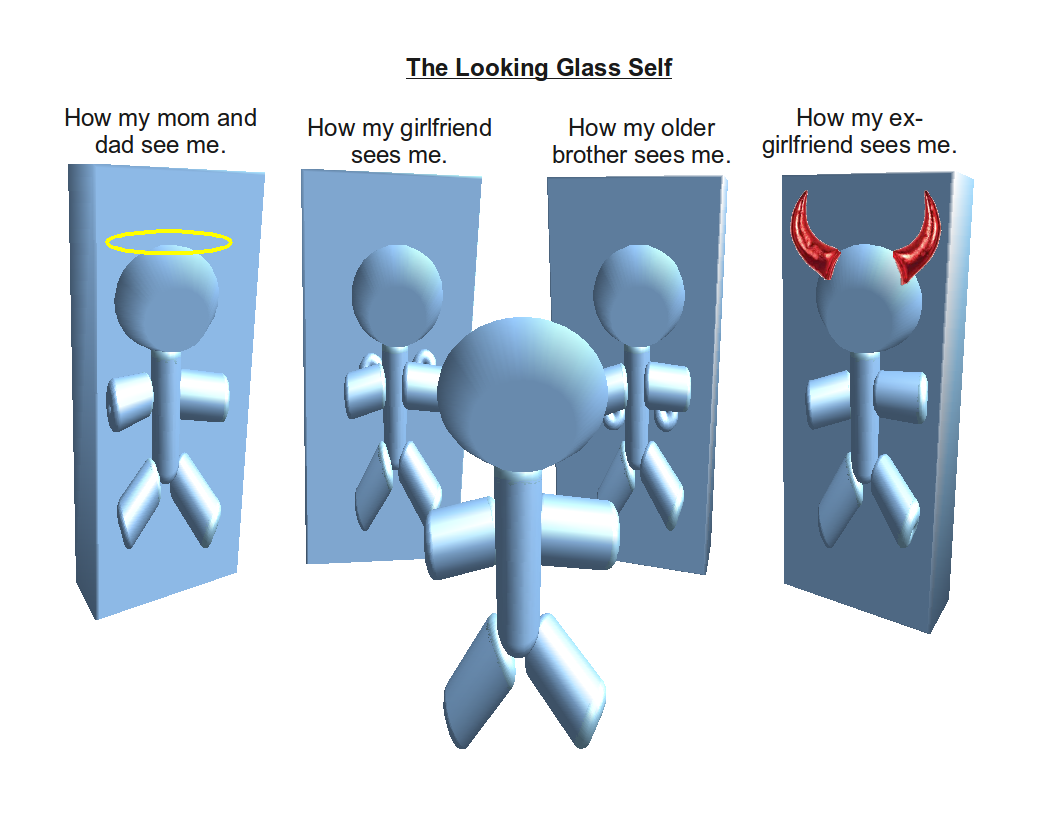
این نقاشی ترسیم هویت خود-آینه ای یک شخص است. فردی که در جلوی تصویر قرار دارد به چهار آینه نگاه می کند که هر یک از آنها تصویر شخص دیگری از او را به خود بازتاب می دهد.

در سال 1902 جامعه شناس آمریکایی چارلز هورتون کولی در کتابی با عنوان "طبیعت انسانی و نظم اجتماعی" اصطلاح "خودشناسی در آینه ی دیگران" را معرفي کرد  . این اصطلاح بیان کننده ی تاثیرِ برداشتِ ما از نظرِ دیگران نسبت به ماست. به عبارت دیگر این نظریه توضیح میدهد که چگونه هر شخص تصوراتی از نظرات دیگران نسبت به خود دارد. به عنوان مثال مادر هر كسی فرزند خود را بی عیب و نقص می داند ، در حالی كه دیگران نظرات دیگری دارند. کولی هنگام استفاده از "خودشناسی در آینه ی دیگران" سه مرحله را در نظر می گیرد. مرحله اول برداشت فرد از نظر دیگران نسبت به اوست. مرحله دوم این است که شخص قضاوت دیگران را (که براساس نظرات آن ها نسبت به او شکل گرفته) چگونه درک می کند. مرحله سوم توسعه ی نحوه تفکر شخص در مورد دیدگاه دیگران نسبت به او (بر اساس قضاوت های قبلی آنها) است.
لیزا مک اینتایر در کتاب «شکاکیت کاربردی: مفاهیم بنیادین در جامعه شناسی» ، "مفهوم خودشناسی در آینه ی دیگران" را با گرایش فرد به "درکِ خود" از طریق برداشتی که او از دیدگاه دیگران نسبت به خود دارد, بیان می کند. اساساً نظرِ هر شخص در موردِ خودش و رفتارهای او به شدت بستگی به این دارد که این فرد نظرِ دیگران را نسبت به خود چگونه درک میکند. این فرایند, توسعه ی هویت در فرد را تئوریزه میکند. بنابراین هویت, نتیجه ی"خود-آگاهی" به کمک آنچه تصور می کنیم, نظر دیگران نسبت به ما است, میباشد.

## سه مولفه ی اصلی
"خودشناسی در آینه ی دیگران" شامل سه جز اصلی است که منحصر به هر فرد است (Shaffer 2005).
1. ما در مورد اینکه در هر موقعیت اجتماعی نسبت به دیگران چگونه باید رفتار کنیم تصوراتی داریم.
2. ما بر اساس آنچه که گمان میکنیم, قضاوت دیگران از ظواهر ارتباطات باید باشد, عکس العمل نشان میدهیم.
3. ما از طریق درک خود از قضاوت های دیگران هویت خود را تعریف میکنیم.

نتیجه ی این فرایند این است که افراد براساس آنچه که دیگران نسبت به آنها فکر می کنند رفتار خود را تغییر می دهند ، حتی اگر درک آن ها از قضاوت طرف مقابل لزوماً درست نباشد. به این ترتیب ، تعاملات اجتماعی مانند "آینه" به نظر می رسند، زیرا عزت نفس فرد از رفتار دیگران ساخته شده است. به عنوان مثال ، ممکن است فردی با اطمینان وارد مصاحبه شغلی شود و سعی در نشان دادن این اعتماد به نفس داشته باشد. فردی که در این شرایط قرار دارد اغلب واکنش های مصاحبه کنندگان را بررسی می کند تا ببیند آیا آنها به آن واکنش مثبت یا منفی نشان می دهند. اگر فرد متوجه واکنش های مثبتی مانند سر تکان دادن یا لبخند شود ، این امر ممکن است احساس اعتماد به نفس در فرد را بیشتر رشد دهد. اگر فرد با واکنشهای منفی مانند بی علاقگی از طرف مصاحبه کننده روبرو شود ، اعتماد به نفسش غالباً متزلزل می شود، حتی اگر درک شخص از قضاوت های مصاحبه کنندگان درست نباشد.